# Ursula Martinez
Ursula Martinez (née en 1966) est une écrivaine et actrice britannique. En juillet 2006 à Montréal, à l'occasion du festival Juste pour rire, elle a présenté un numéro mêlant prestidigitation et strip-tease, Hanky Panky, qui a fait le tour du monde grâce à Internet. Elle-même a regretté ce succès car de nombreuses vidéos la dévoilent tout de suite et enlèvent aux spectateurs l'effet de surprise.

## Biographie
Ursula Martinez est née d'un père mexicain et d'une mère anglaise et vit à Londres.

## Hanky Panky

### Déroulement du numéro
L'actrice entre sur scène vêtue d'un tailleur strict et banal. Elle tire de sa pochette un mouchoir rouge, le présente au public et le fait disparaître entre ses mains. Elle retrouve alors son mouchoir dans sa poche droite puis, pour prouver qu'il s'agissait bien du même, enlève sa veste, apparaissant ainsi en soutien-gorge, avant de faire disparaître à nouveau le mouchoir entre ses mains. Le jeu se poursuit, elle retrouve tour à tour le mouchoir dans sa jupe, son soutien-gorge puis sa culotte string en s'effeuillant à chaque fois, à la grande stupeur de l'auditoire amusé qui semble ne pas s'y être attendu. Le tour semble être fini lorsqu'elle se retrouve entièrement nue sur scène sous les encouragements du public. Elle fait pourtant disparaître le mouchoir une dernière fois, qu'elle va retrouver dans son vagin.
La caméra présente en même temps les visages incrédules et ravis de l'assistance.

### Origine, esprit et succès
Ursula Martinez a eu l'idée de ce numéro à la suite d'une fête où elle avait un peu trop bu et où elle avait commencé à enlever ses vêtements en même temps qu'elle s'amusait à faire disparaître un mouchoir, tour qu'elle connaissait depuis l'âge de quatorze ans.
Bien que le spectacle puisse choquer, et qu'elle l'ait exécuté devant des membres de la famille royale, elle ne croit pas que quiconque ait été scandalisé, même lorsqu'à la fin elle tire un mouchoir de son vagin. Selon elle, l'humour fait tout passer ; c'est pourquoi elle a toujours refusé de se produire dans des clubs de strip-tease ou devant un public uniquement masculin. 
Le succès de ce numéro a fait beaucoup pour sa célébrité, mais elle affirme le regretter : « Devant un vrai public dont beaucoup ne se douteront de rien et ne savent pas ce qu'ils vont voir, ce que je fais est complètement à l'opposé d'un strip-tease classique. Seulement, si vous le mettez sur Internet où on peut le voir d'un simple clic, cela devient un spectacle tout à fait différent. Je me rends compte que j'ai perdu le contrôle de quelque chose dont justement le pouvoir et l'impact venaient entièrement du fait que c'était moi qui le contrôlais. »